# Ophiocanops felli
Ophiocanops felli is een slangster uit de familie Ophiomyxidae.
De wetenschappelijke naam van de soort werd voor het eerst geldig gepubliceerd in 2003 door Donald George McKnight.